# Постоянный представитель при ООН
Постоянный представитель при ООН — глава постоянной дипломатической миссии своей страны при Организации Объединённых Наций (ООН). Как правило, в самом высоком дипломатическом ранге назначаются в штаб-квартиру ООН в Нью-Йорке. Миссии страны и их постоянные представители при ООН могут быть и в дополнительных офисах ООН в Вене, Женеве и Найроби.
В англоязычных СМИ постоянных представителей при ООН также называют посол в ООН (англ. U.N. ambassador). Это не совсем корректно, так как происходит смешение должности и ранга, но весьма распространено.
В состав дипломатической миссии может также входить заместитель постоянного представителя (англ. deputy permanent representative).
См. Список текущих постоянных представителей при ООН.